# Карен Сіско
Карен Сіско (англ. Karen Sisco) — американський кримінальний телесеріал 2003 року, зфільмований за романом Елмора Леонарда «Поза увагою».
Прем'єра відбулася 1 жовтня 2003 року на каналі «ABC». Після виходу сьомого епізоду телесеріал був закритий. Останні три епізоди телесеріалу були показані на телеканалі «USA Network» у березні 2004 року.

## Синопсис
У телесеріалі йдеться про Карен Сіско (Карла Ґуджино), яка працює у Службі маршалів в Ґолд-Кост, найпрестижнішому районі Маямі. 

## У ролях
Головні
- Карла Ґуджино — Карен Сіско, головна роль
- Роберт Форстер — маршалл Сіско, батько Карена
- Білл Дюк — Амос Ендрюс, начальник Карен

Другорядні
- Обба Бабатунд[en] — Даніель Бурден
- Вільям О'Лірі[en] — Філ Кавана
- Френк Пеше — Сонні
- Роберт Дікон — Мордекай Джонс
- Ґері Коул — Коннер
- Джеффрі Де Серрано — Едвардс
- Кейт Волш — Марлі Новак, сержант
- Ґіл Белловз[en] — Донні Пеппер, спецагент
- Денні Девіто — Чарлі Лукре
- Біллі Берк — Мерлі Салчек
- Патрік Демпсі — Карл Вілкенс
- Ксандер Берклі — Елвін Сіммонс
- Сара Кларк — Барбара Сіммонс
- Кевін Діллон — Боб Салчек
- Френк Ґрілло — Ґаррісон Кік
- Марлі Шелтон — Моллі Лукас
- Роберт Даві — Дентон
- Дженнет Маккарді — Джоссі Бойл
- Тім Ґіні[en] — Дервуд Едсон
- Омар Бенсон Міллер — Фуззі Бір
- Дженніфер Аспен[en] — Енджі Столлер
- Беніто Мартінес[en] — Ед Фуентес
- Фредро Старр[en] — 6-Pak
- Марта Плімптон[en] — Челсі Вентворт
- Бодгі Ельфман[en] — Фред

## Епізоди
| № серії | Назва серії           | Режисер(и)       | Сценарист(и)                              | Оригінальна дата показу |
| ------- | --------------------- | ---------------- | ----------------------------------------- | ----------------------- |
| 1       | «Вражений»            | Майкл Діннер     | Елмор Леонард, Боб Браш                   | 1 жовтня 2003           |
| 2       | «Німі кролики»        | Джеремі Каґан    | Джон Манкевич                             | 8 жовтня 2003           |
| 3       | «Той, що пішов»       | Майкл Діннер     | Джейсон Смілович                          | 15 жовтня 2003          |
| 4       | «Справедливість»      | Джон Девід Коулз | Чарльз Г. Іґлі, Роберт Палм               | 22 жовтня 2003          |
| 5       | «Ностальгія»          | Стів Майнер      | Джейсон Смілович                          | 29 жовтня 2003          |
| 6       | «Шановний Дервуд»     | Чарльз Гайд      | Боб Браш, Пітер Лефкорт, Джейсон Смілович | 5 листопада 2003        |
| 7       | «Ніхто не ідеальний»  | Майкл Кетлеман   | Пітер Лефкорт                             | 12 листопада 2003       |
| 8       | «День пса Сіско»      | Рік Воллес       | Себастьян Ґутьєррес                       | Не був показаний        |
| 9       | «Знехтувана дівчина»  | Девід Карсон     | Джон Ландґраф                             | Не був показаний        |
| 10      | «Він був моїм другом» | Кетрін Біґелоу   | Пітер Лефкорт, Скотт Френк                | Не був показаний        |